# Burger Lambrechts
Burger Lambrechts (* 3. April 1973 in Phalaborwa) ist ein südafrikanischer Kugelstoßer.
Lambrechts siegte bei den Commonwealth Games 1998 in Kuala Lumpur sowie bei den Panafrikanischen Spielen 1999 in Johannesburg und 2003 in Abuja. 1998 und 2010 wurde er Afrikameister, bei den Leichtathletik-Afrikameisterschaften 2004 in Brazzaville gewann er die Silbermedaille hinter seinem Landsmann Janus Robberts.
Auf globaler Ebene hatte Lambrechts zumeist das Nachsehen gegen die dominierenden Athleten aus Nordamerika und Osteuropa. Erwähnenswerte Resultate erzielte er als Zehnter der Leichtathletik-Weltmeisterschaften 1997 in Athen, als Neunter der Leichtathletik-Weltmeisterschaften 1999 in Sevilla sowie als Vierter des Leichtathletik-Weltcups 1998 in Athen. Bei seinen beiden Olympiateilnahmen 2000 in Sydney und 2004 in Athen konnte er sich nicht für das Finale qualifizieren. Dazwischen war er für zwei Jahre gesperrt, nachdem er im Februar 2001 bei einem Dopingtest positiv auf Stanozolol getestet worden war.
Nach einer fünfjährigen Verletzungspause kehrte Lambrechts 2010 zurück und gewann bei den Afrikameisterschaften 2010 und 2012 den Titel.
Lambrechts ist 1,98 m groß und wiegt 138 kg. Auch sein Sohn Burger Lambrechts Jr. ist als Kugelstoßer aktiv.